# Homoszexualitás

A meleg férfiak zászlaja 2017 óta

A homoszexualitás a szexuális irányultság egyik fajtája, amikor egy személy érzelmi és szexuális vonzódása kizárólag vagy főként azonos nemű emberek felé irányul. Személyek szexuális irányultságát, szexuális tevékenységét és/vagy identitását egyaránt jelentheti. Homoszexualitásnak nevezik az azonos neműek közötti szexuális tevékenységet abban az esetben is, amikor az a szexuális irányultságtól függetlenül jön létre.
A biszexualitás és a heteroszexualitás mellett a homoszexualitás a szexuális irányultságok harmadik fő kategóriája. Bár gyakran különböző kategóriaként említik őket, néhány kutató (például Kinsey) szakmai körökben közismert, vitatott elmélete szerint minden ember szexuális irányultsága a hajlam szintjén biszexuálisnak tekinthető azaz mindenki valahol a heteroszexualitás-homoszexualitás skálán helyezkedik el.
Ugyan a szakmai körökben egyetértés van abban, hogy az emberi fejlődés során a szexuális irányultság kialakulásában általánosságban melyek a meghatározó tényezők, de arra nincsen tudományos bizonyíték, hogy bármelyik tényező kiemelkedő volna ezek közül. Korábban a bizonyos szakmai körökben általánosan az a nézet terjedt el, hogy a legmeghatározóbb szerepe az idegrendszeri fejlődésnek (bevésődés) van. Legalábbis ha a szexuális vágy fiatal korban "felébred" az egyénben és az (jellemzően rövid idő alatt) szexuális fantázia formájában megerősítést nyer, akkor a szexuális vágy rögzül, azaz a vágyat meghatározó agyi és idegrendszeri kapcsolatok létrejönnek és egy életen át megmaradnak. Ezen a ponton a folyamat (a kialakult vágyak és vonzódások szintjén) már nem visszafordítható.
Más széles körben elterjedt vélemény szerint nincsen egyetlen kiemelkedő tényező, mely más tényezőknél meghatározóbb volna, sokkal inkább a különféle tényezők (például a genetikai és hormonális tényezők valamint a környezeti – kulturális – hatások), illetve azok komplex együttes összjátékáról van szó. Ugyanakkor a kutatások szerint a kulturális hatások; az egyén szexualitásra vonatkozó döntéseinek, vagy vallási-politikai nézeteinek szerepe önmagában kevésbé meghatározó. Jelenleg nem áll rendelkezésre semmilyen olyan komoly bizonyíték, amely alátámasztaná, hogy a szigorú nevelés vagy a kora gyerekkori élmények, a tiltó vagy elfogadó, illetve liberális környezet jelentős befolyással volna a szexuális irányultság (valamely irányba történő) fejlődésére.
Ugyan akadnak, akik szerint a homoszexualitás természetellenes, ennek némileg ellentmond az a tény, hogy jelenléte a természetben (az állatvilágban) is megfigyelhető. Bizonyos tudományos kutatók nézete szerint a homoszexualitás nemcsak az állatvilágban, de az emberi társadalmakban is úgy tekintendő, mint a szexualitás egy normális és természetes változata, amely önmagában nem betegség.
A homoszexuális férfiakra leggyakrabban a német eredetű meleg, nőkre pedig a görög eredetű leszbikus kifejezést szokták használni. (A magyar köznyelvben a homoszexuális – vagyis leszbikus – nőkre is elterjedt a diszkrét hangzású meleg szó használata.) Hogy az emberek mekkora hányada homoszexuális, vagy mekkora hányadának volt szexuális tapasztalata azonos neműekkel, csak becsülni lehet a felmérések alapján. Egyes becslések szerint a homoszexuális irányultsággal rendelkezők aránya a lakosság tíz százaléka körül van a nyugati társadalmakban. A felmérések pontosságát nehezíti, hogy a homoszexuálisok közül sokan nem vállalják fel a nemi irányultságukat; ennek egyik feltételezett oka a pszichológusok és a homoszexuálisok jogait védő aktivisták véleménye szerint jellemzően a homofóbia és heteroszexista diszkrimináció.

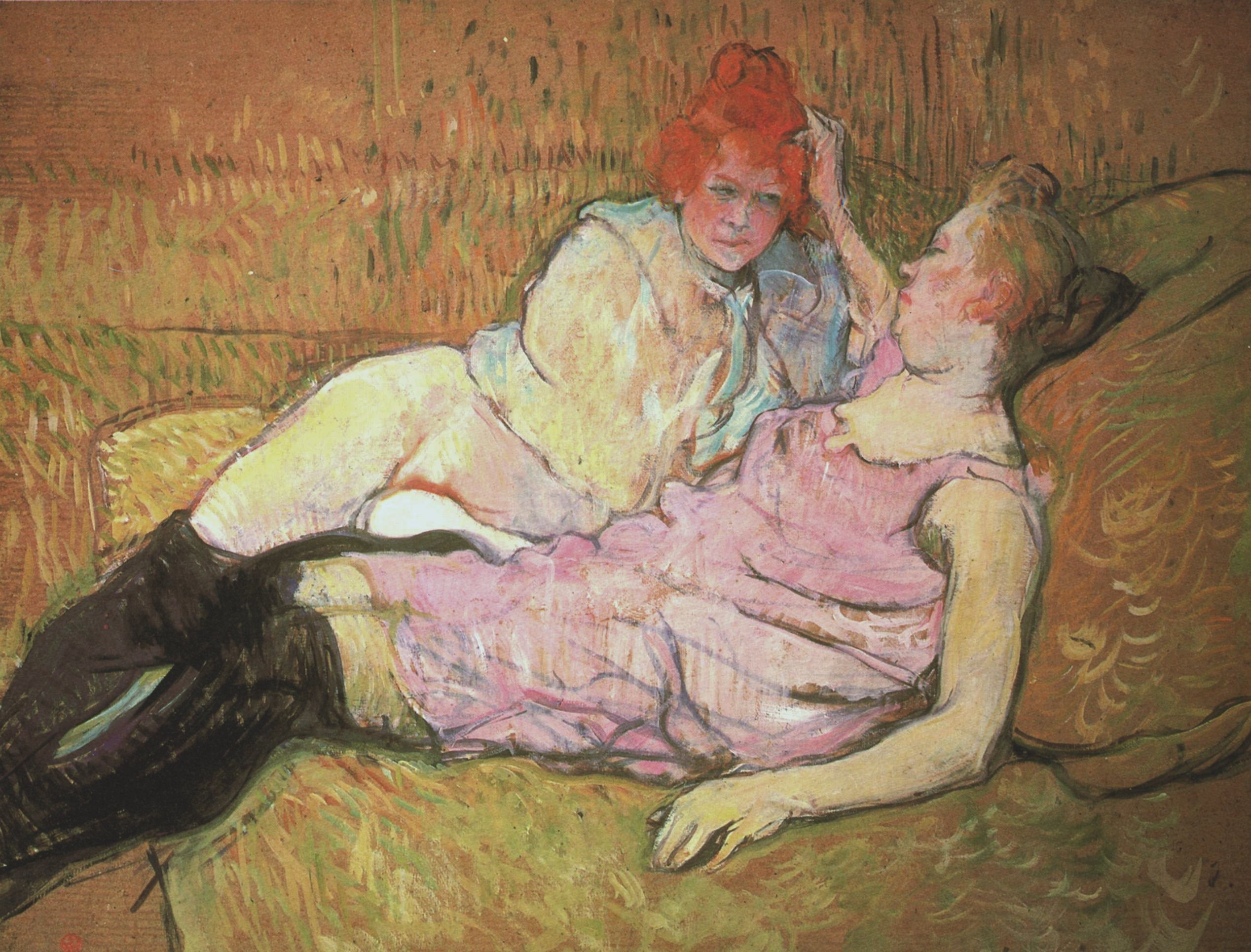
Toulouse-Lautrec festménye

## A kifejezés eredete
A homoszexualitás műszót Kertbeny Károly író, műfordító alkotta meg az „azonos” jelentésű görög homo- előtag és a „nemiség” jelentésű latin sexus szó összevonásával. Nyomtatásban (mint homosexualität) először 1869-ben névtelenül közreadott, német nyelvű pamfletjében fordult elő. Kertbeny olyan nevet akart alkotni, amely tárgyszerűen, semlegesen utal a jelenségre, és nem minősíti. Használják a tudományos és jogi nyelvben, valamint a médiában is. A médiában a múltban néha az „azonosneműek" vagy „egyneműek szerelmének" is nevezték.[forrás?]
A homoszexuális férfiakat nevezik melegnek, a nőket pedig leszbikusnak is, mely utóbbi megnevezés a Görögországhoz tartozó Leszbosz szigetéről ered, ahol Szapphó ókori költőnő élt és alkotott, s aki verseinek többségét nőkhöz írta.
Régi korokban, morálisan elítélő jelentéstartalommal gyakran nevezték pederasztiának, a homoszexuális életmódot folytatókat pedig szodomitáknak. A Biblia bizonyos magyar fordításaiban fajtalanságként is hivatkoznak rá.

## Pszichiátriai és pszichológiai értékelése
A fejlett nyugati társadalmakban a pszichiátria és a pszichológia szakmák egységes véleménye szerint nem minősül betegségnek. Az Amerikai Pszichológiai Társaság (APA) a Mentális zavarok diagnosztikai és statisztikai kézikönyvéből (DSM) a homoszexualitást 1973-ben a második kiadással vette ki. A homoszexualitás BNO (Betegségek nemzetközi osztályozása) kódját 1990-ben törölte az Egészségügyi Világszervezet (WHO).

## Feltételezett okai
A tudományos világ a homoszexualitás eredetére vonatkozólag számos elmélettel rendelkezik. A különféle eredetmagyarázatok között a hormonális, biológiai, genetikai, neuro-hormonális, neuro-pszichológiai, az egyszerű és többlépcsős szocializációs elméletek is napvilágot láttak, de jelenleg nincsen mindent elsöprő bizonyíték egyik elmélet (a többi elmélettel szembeni) egyeduralkodó voltára sem.

### Neuro-pszichológiai elmélet
A neuro-pszichológiai elméletek szerint, a homoszexualitást kis mértékben határozza csak meg a hajlam, nagy mértékben a neuronháló "beidegződése". A neuro-pszichológiai vagy más néven az idegi bevésődés elmélete szerint a homoszexualitás oka az idegi bevésődéssel van összefüggésben. Kialakulása úgy történik, hogy a fiatalkori szexuális érés során az első szexuális vágy felébredésekor az (véletlenszerű, vagy pszichológiai okok miatt) egy azonos nemű személy felé nyilvánul meg, majd a szexuális fantáziák és a szexuális vágy kezdeti kielégítése során kerül megerősítésre és ekkor alakulnak ki azok az idegpályák, amelyek lehetővé teszik a homoszexuális ingerekre való választ, így megalapozzák a későbbi homoszexuális viselkedésre való képességet is. Az így kialakult idegpályák és bevésődött hajlam az idegrendszerből utólag „nem törölhetők, és nem módosíthatók.”
Legalábbis a széles körben elterjedt és jelenleg engedélyezett kezelésekkel nem. Igaz, hogy létezik egy olyan eljárás, az úgynevezett bemetszés nélküli agyműtét, amely során bizonyos agyterületek kiégetését sikeresen alkalmazták a múltban. Például Parkinson kóros betegek kezelésekor egy speciális ultrahang berendezéssel illetve egy abban beállított, precízen fókuszált ultrahang-nyaláb segítségével sikeresen töröltek (égettek ki) olyan agyterületeket, amelyeknek a kézremegésben szerepük volt így a kezelést követően e betegek tünetmentessé váltak, de jelenleg ezen eljárás használata korlátozott mértékben (csak bizonyos betegségek esetén) és csak bizonyos országokban engedélyezett. Habár a szintén bevésődött belső késztetések és rögeszmés gondolatok vezérelte nemkívánatos viselkedéssel jellemezhető kényszerbetegségek és egyéb pszichiátriai zavarok esetében jelenleg is zajlanak a fókuszált ultrahang kezelés módszerét alkalmazó olyan kísérletek amelyek a már korábban rögzült késztetések és viselkedés megváltoztatását célozzák, ugyanakkor nem valószínű, hogy ezt a módszert a homoszexuális vágyak vagy viselkedés megváltoztatása céljából terapeuták széles körben alkalmaznák a jövőben, ugyanis mivel egyrészt a mai modern nyugati társadalmakban a homoszexualitás nem minősül betegségnek, így egy ilyen kezelés etikai problémákat vetne fel, másrészt arra sem volna garancia, hogy a kiégetést követően az adott agyterülethez tartozó funkciók regenerálódásakor (a homoszexuális helyett) heteroszexuális vágy és viselkedés alakulna ki az így kezelt pácienseknél.

### Genetikai elmélet
1993-ban Dean Hamer mikrobiológus olyan gént talált az X-kromoszóma egyik végszakaszán (Xq28), amely kutatásai szerint a homoszexualitásért felelős. Azonban a tanulmány sok módszertani problémától szenvedett (pl. kis mintaméret, nem véletlenszerű mintavétel), s más kutatók nem tudták megismételni, így megerősíteni sem az eredményeit.
Az egypetéjű ikervizsgálatok során már kiderült, hogy ha az egyik testvér homoszexuális, akkor ötven százalék valószínűsége van annak, hogy a másik is az. Azonban nagyobb mintán ez az arány csak 11 %-nak bizonyult. A kétpetéjűeknél, akik genetikailag nem azonosak, ez az arány csak 15%.
Dr. Neil Whitehead több egypetéjű ikervizsgálat eredményeit elemezve (Ausztrália: 1991,2000; USA: 1997,2000; Skandinávia) arra jutott, hogy statisztikailag ha egy egypetéjű ikerpár egyike homoszexuális, akkor férfiaknál 11%, nőknél 14% az esélye, hogy a másik is az. 2002-ben az Egyesült Államokban végzett Bearman–Brueckner-kutatás több tízezer serdülő gyermek vizsgálata során pedig arra jutott, hogy a fiúknál 7,7%, a lányoknál 5,3% az esély arra, hogy egy egypetéjű ikerpár mindkét tagja homoszexuális legyen, amely egy elég magas arány, és arra utal, hogy a genetika szerepe ugyan nem 100%-ban, és nem kizárólagosan meghatározó, de szerepe nem elhanyagolható a homoszexualitás kialakulásában, melyben egyéb tényezők is szerepet játszanak.
Falus András genetikus (az általánosan elterjedt nézetekkel egyező) véleménye szerint a homoszexualitásra hajlamosító gének létezése egyértelműen bizonyított, de azok hatása nem olyan domináns, hogy önmagában meghatározó szerepe volna. A kutatási adatok elemzésének eredményei (Scheuring, I, 2014) arra utalnak, hogy a homoszexualitásnak ugyan létezik genetikai (öröklődő) háttere, de az „nem erős”, továbbá a genetikailag meghatározott hajlam (a nőkéhez viszonyítva) férfiak esetében némileg erősebb. Továbbá a kutatók arra is rájöttek, hogy a gének tekintetében nem egyetlen olyan gén létezik, ami a homoszexualitást okozza, hanem úgynevezett genetikai faktorok, illetve több genetikai faktor együttes jelenléte az ami összefüggésbe hozható a homoszexualitás kialakulásával. 
Ami az örökölt génekkel szemben az egyedi génmutációk kialakulásának esélyét illeti, elméletben ugyan lehetséges volna, hogy a homoszexualitást lehetővé tevő gének nem öröklés hanem minden egyes egyén esetében egyedi génmutáció keletkezése folytán jönnek létre fogantatáskor. Viszont a kutatók véleménye szerint ez azért nem valószínű, mert az egyedi mutációk megjelenési arányához képest a homoszexualitás sokkal gyakrabban fordul elő ahhoz, hogy egyedi génmutációk okozzák így ez a tény sokkal inkább a homoszexualitás génjeinek öröklődő voltát valószínűsíti.

### Neurológiai és hormonális elmélet
Magnus Hirschfeld német orvosprofesszor 1920-ban felvetette, hogy a férfi és női nemi hormonok arányának (a normális aránytól történő) eltérése okozza a homoszexualitást. Férfiak esetében elsősorban a tesztoszteron alacsony szintjére gyanakodtak és a férfi nemi hormon pótlásával próbálták gyógyítani a "betegeket". A kezelés sikertelen volt, ugyanis a páciensek nemi vágya fokozódott ugyan, de annak tárgyai változatlanul az azonos neműek maradtak.
Ennek az lehet a magyarázata, hogy a tesztoszteronra a magzati fejlődés egy adott szakaszában van szükség ahhoz, hogy a nemi identitást meghatározó agyi struktúrákat befolyásolni tudja.
Az 1970-es években Günther Dörner német orvoskutató a homoszexualitást a „központi idegrendszer pszeudohermafroditizmusa”-ként fogalmazta meg. Dörner és munkatársai szerint, ha az anyát (terhességének ideje alatt) sok stressz éri, akkor a gyerek nagyobb valószínűséggel lesz homoszexuális. Ezt a tényt igazolják azok az adatok, melyek szerint a második világháború alatt és közvetlenül utána sokkal több homoszexuális személy született. Egy későbbi vizsgálat lényegében igazolta ezeket a következtetéseket: a homoszexuális személyek anyáinak 75%-a élt át valamilyen stresszt a terhessége alatt, míg ez az arány a heteroszexuálisok anyáinál csak 10%-nak bizonyult.
Dörnerhez hasonlóan számos kutató feltételezte azt, hogy a magzati korban ért hormonális hatások összefüggésbe hozhatók a homoszexualitás kialakulásával, ezért számos kutató próbálkozott állatok magzati korában történő hormonális kezelésével. A legismertebbek mindközül a berlini Dörner kísérletei, aki patkánymagzatok agyába injekciózott ellenkezőnemű hormonok hatását vizsgálta. Ezen injekciók hatására később az ellenkező nemre jellemző viselkedés halmozott megjelenését figyelte meg a kifejlett egyedeken.
A patkánykísérletekkel (léziós vizsgálatok) sikerült meghatározni,[forrás?] hogy a hímek heteroszexuális viselkedéséért a hipotalamusz egy jól körülhatárolható területe felel. A hipotalamuszban található egyik mag a 3. életévtől 2-3-szor nagyobb férfiakban, mint nőkben és homoszexuális férfiakban, és rengeteg tesztoszteron receptort tartalmaz.[forrás?] A kísérletek során az is kiderült, hogy az agyi struktúrák eltéréseit a magzati hormonszint különbségei okozzák.[forrás?] Az agy tehát nemi differenciálódáson megy át: fiúknál az eredendően női jellegű agyat a magzati időszakban a tesztoszteron maszkulinizálja oly módon, hogy az ún. aromatáz enzim hatására ösztrogénné alakul, és ennek hatására alakulnak ki a férfiakéra jellemző sajátosságok, többek között a hipotalamuszban is. Ez a folyamat homoszexuálisoknál zavart szenved.[forrás?] A nőies vonások másik neurológiai jele, hogy a homoszexuális férfiak agyában az ún. anterior comissurák, akárcsak a nőknél, vastagabbak.

### Pszichoszociális elméletek

#### A férfi szerepmodellek hiánya
A felmérések szerint számos homoszexuális élettörténetében megtalálhatóak azok a körülmények amelyek hozzájárultak ahhoz, hogy a pozitív férfi szerepmodellel való azonosulás nem vált lehetővé a gyermek számára. A homoszexuálisok gyermekkorában a családjában gyakori az apa hiánya vagy az olyan apa jelenléte, „aki lélektani szempontból távol volt a gyermektől”.

#### A fiatalkori hatások és a kultúra szerepe
Egy (a közhiedelem tárgykörébe tartozó) elterjedt nézet szerint a homoszexualitást az okozza, hogy fiatal korban molesztálták vagy megrontják az adott egyént, a felmérések azonban azt mutatják, hogy a gyermekkori homoszexuális bántalmazás, vagy a fiatalkori homoszexuális tapasztalat önmagában nem okoz homoszexualitást. Egy 2008-ban publikált kutatás során a papok által kiskorúak sérelmére elkövetett fizikai és szexuális bántalmazás szerepét vizsgálták. A kutatás összefoglalója szerint a feltételezett "anekdotikus összefüggések" meglétére (mely összefüggést feltételez a szexuális bántalmazás és a későbbi szexuális identitás kialakulása között) jelenleg nincsen tudományos bizonyíték.
A homoszexuális élmények szerepének csekély voltát igazolni látszik Ford, Beach és mások kutatásain alapuló eredményei is, melyek szerint a természeti népeknél számos törzsben a fiúk beavatási szertartásának egyik állomása az idősebb férfiakkal végzett homoerotikus, vagy homoszexuális kontaktus, máshol természetes, hogy a fiatalabb fiúk szexuális partnerei az idősebbeknek, de mindezek ellenére ezek a (homoszexuális tapasztalatokat átélt) fiatalok nemcsak hogy nem lesznek mind homoszexuálisok, de (az ilyen társadalmakban jellemzően) még a kizárólagosan homoszexuális kapcsolatok is ritkán fordulnak elő, és akik gyakorolják, a homoszexuális mellett gyakran heteroszexuális kapcsolatokat is fenntartanak.
A kutatók mindebből arra következtetnek, hogy az ilyen kultúrákban a gyermekkori és serdülőkori élmények nem befolyásolják jelentős mértékben a később kialakuló szexuális irányultságot, mely jellemzően az átélt egyéb élmények hatása ellenére is heteroszexuális lesz.
Ezek a kutatási eredmények továbbá cáfolni látszanak azokat a véleményeket, és hiedelmeket is, amely szerint a homoszexuális kultúra elfogadása, tolerálása (homoszexuális rendezvények engedélyezése, vagy a jogaik támogatása) a homoszexualitás terjedését eredményezi ugyanis a homoszexualitást elfogadó természeti népeknél paradox módon kevesebb (kifejezetten ritka) a kizárólag homoszexuális életmódot folytatók száma.

### Kulturális materialista elmélet
A kulturális materialista elmélet abból az evolúcióhoz kapcsolódó elméletből indul ki, amely szerint ha a fajok hosszútávú fennmaradásában a homoszexualitás hátrányokkal járt volna, akkor az évmilliók során a homoszexualitást lehetővé tevő géneknek ki kellett volna szelektálódniuk. E szerint az elmélet szerint a homoszexualitás egy a természet kínálta megoldás a természetben előforduló szűkös nősténykínálat okozta problémára, melynek funkciója a nőstényekért való küzdelem miatti egyedveszteség csökkentése volt, így a fajfennmaradást szolgálta. Az állatvilágban nem ritka, hogy a nőstényekért való küzdelemben egy faj bizonyos egyedei elpusztulnak, például az oroszlánoknál figyelték meg, hogy a korábban elzavart fiatal hímek amelyek csoportban élnek, később, miután megerősödtek megtámadják az oroszláncsapatok idősebb hímjeit, és ha sikerül megölniük őket akkor átveszik a helyüket.
Mivel (állatok esetében) a nőstényekért való küzdelemben a domináns hímek sok esetben teljesen kizárják a küzdelemben alulmaradt egyedeket a párosodás lehetőségéből, az így alulmaradt egyedek számára a homoszexualitás megoldást kínál a szexuális ösztönökből eredő szükségletek levezetésére. A homoszexualitásra képtelen egyedek, a nőstényekért való küzdelemben gyakrabban megsérülhettek, nagyobb eséllyel pusztulhattak el, míg a homoszexualitásra képes egyedek túlélési esélyét növelhette a homoszexuális viselkedésre való képesség, ezért ez a homoszexualitást lehetővé tevő gének átörökítését segítette elő. Ebben az esetben viszont feltételezhető, hogy a homoszexualitásért felelős géneket biszexuálisok vagy olyan egyének örökítették tovább akik nem kizárólag homoszexuális kapcsolatokat létesítettek, illetve az ilyen gének átörökítése (a hasonló génállománnyal rendelkező) rokonokon keresztül is megtörténhetett.
Ezt az elméletet az ősi embertársadalmakra vonatkoztatva gyakran úgy értelmezik, hogy a nőkért való sok esetben életre-halálra szóló küzdelemben, a kizárólag heteroszexuálisok nagyobb eséllyel és gyakrabban haláloztak el, mint a homo- és biszexuálisok. Ezek a körülmények, a homo- és biszexuálisok túlélési esélyének növekedését, a homoszexuális viselkedést lehetővé tevő gének nagyobb eséllyel történő átörökítését okozta, illetve a nőnemű egyedek alacsony száma esetén is lehetővé tette a közösségek nagyobb létszámbeli növekedését. Mivel a taglétszámfölény a vadállatokkal és az ellenséges törzsekkel szemben is növelte a csoport sikerét és túlélési esélyét így a csoport túlélési esélyeinek ilyen módon, (a homoszexualitás által) történő növekedése is hozzájárult a homo- és biszexualitást lehetővé tevő gének átörökítéséhez, fennmaradásához.

## Szociológiai/szociálpszichológiai megközelítés
A szociálpszichológiai megközelítés szerint érdekes, hogy a homoszexuális viselkedés széles körben való elterjedtsége ellenére, csak kevesen vallják magukat homoszexuálisnak. Alfred Kinsey és munkatársainak adatai szerint a férfiak egy harmada és a nők 13-%-a számol be arról, hogy életében legalább egyszer átéltek azonos nemű partnerrel orgazmust. Kinsey felmérésében és a serdülőkori szexuális viselkedés újabb kutatásainak is sokkal magasabb azoknak a száma akik arról számoltak be, hogy életük során részt vettek homoszexuális kapcsolatban, mint azok akik homoszexuálisként írták le önmagukat.

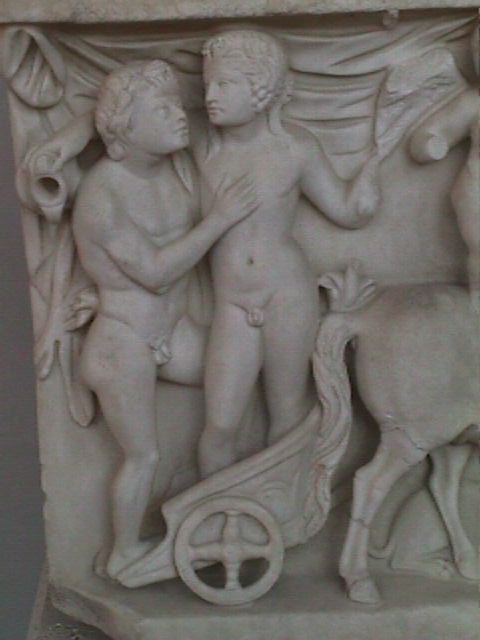
Két homoszexuális férfi egy római szarkofágon

### Megjelenési formái különféle kultúrákban
A nyugati kultúráktól eltérően sok más kultúrában a serdülőkori homoszexualitást nem tekintik a szexuális identitás életre szóló kifejezésének. (Gonsiorek, Weinrich 1991) Vagy úgy tekintik, mint a fiatal férfiak, szexuális tréningjének, a nemek elválasztottságához vezető út egy fázisát és annak módját, ami a férfivá válás szertartásának része. Vagy mint túl sok szexuális energiával rendelkező fiatal férfiak, szexuális késztetéseinek játékos levezetését. Ezért számos kortárs kutató fontosnak tartja e miatt három dolog egymástól való elkülönítését a homoszexualitással kapcsolatosan:
1. homoszexuális irányultságot, mely a saját nembeliek felé irányuló szexuális vagy erotikus érzelmek, gondolatok, fantáziák túlsúlya
2. a homoszexuális viselkedést, és gyakorlatot, mely a saját nembeliekkel folytatott szexuális érintkezést jelenti
3. valamint a homoszexuális identitást, mely az egyén saját maga számára megfogalmazott, homoszexuális irányultságával, és/vagy a homoszexuális közösség azonosságtudatával való tartós azonosulás

A nyugati társadalmakban a fenti három jelenség különféle variációi, kombinációi figyelhetőek meg. Pl.: lehet valakinek homoszexuális viselkedése, homoszexuális identitás nélkül, vagy lehet homoszexuális identitása (fő irányultságával, vonzalmaival azonosulva) melynek ellenére nem viselkedik homoszexuálisként stb.

### A homoszexuális identitás kialakulásának szakaszai
Számos kutató egyetért abban,[forrás?] hogy a homoszexuális identitás kialakulása több szakaszban megy végbe. A főbb szakaszok a következők:

#### Szintetizáció, különbözőség érzése
Amint a homoszexuális egyének visszatekintéseiből kiderül,[forrás?] sokuknak iskoláskorukban olyan társas tapasztalataik voltak, mely azt az érzést keltette bennük, hogy ők mások mint a többi gyerek, főként a saját nemüktől érzik különbözőnek magukat.

#### Felismerés, identitáskrízis
Nemi érés idején észlelik, hogy a saját nembeliekhez vonzódnak. A serdülőkor középső szakaszában ezek a fiatalok kezdik elhinni, hogy ők talán homoszexuálisok. Sok homoszexuális felnőtt úgy idézi fel a serdülőkort, mint a magány és a kiközösítettség időszakát.

#### Az identitás felvállalása
Sok olyan fiatal, akinek vannak homoszexuális tapasztalatai, és aki felismerte, hogy saját neméhez vonzódik, nem a vonzalmai szerint választ. Mások azonban nyilvánossá teszik eddig csak önmaguknak (és más homoszexuális társaik előtt) bevallott vonzódásaikat. Ezek az emberek, akik elérték a homoszexuális identitásnak ezt a szintjét, különböző módokon viszonyulnak hozzá:
1. Elkerülők: Vannak, akik a homoszexuális kapcsolat elkerülésére törekszenek.
2. Titkolózók: Mások titokban tartják másságukat a nagyvilág előtt, partnerükkel titokban találkoznak.
3. Nyiltan vállalók: Vannak akik nyíltan felvállalják homoszexualitásukat. Ezek közt akadnak akik vannak ezt diszkréten teszik és vannak akik bizonyos helyzetekben feltünően, az öltözködésükben is látványosan kifejezik.
4. Közösségi alkalmazkodók: Mások a homoszexuálisokból álló csoportokhoz csatlakoznak, illetve azok kultúrájához, szabályaihoz alkalmazkodnak.

#### Elköteleződés, az identitás integrációja
A homoszexuális identitásképzés ezen szintjére azok jutnak el, akik lehetséges életformaként fogadják el a homoszexualitást. A homoszexuális identitás melletti elkötelezettség lehet gyengébb vagy erősebb, főként az alábbi tényezőktől függően:
1. A személy mennyire sikeres személyes kapcsolataiban.
2. A családja mennyire fogadja el őt.
3. Mennyire sikeres a munkájában, karrierjében.

A megfigyelések szerint a középkort elérő homoszexuális egyén külső és belső személyisége olyan jól integrálttá válhat, hogy ennek következtében homoszexualitása már nem játszik központi szerepet életében és identitásában.

### A homoszexualitás négy típusa
Kenneth Plummer a modern nyugati kultúrán belül a homoszexualitás 4 típusát különböztette meg:
1. Alkalmi homoszexualitás: Olyan futó homoszexuális érintkezést jelent, amely nem hat ki az egyén általános szexuális életére.
2. Helyzettől függő tevékenység: Azokra a körülményekre utal, amelyek közepette rendszeresen kerül sor homoszexuális tevékenységre, miközben azok nem válnak az egyén elsődleges preferenciáivá. Ilyen a zárt intézményekben például börtönökben élők heteroszexuálisok között (ellenkezőnemű partner híján) létesített homoszexuális kapcsolat. Ilyen esetben a kényszerítő körülmények megszűnése esetén az érintett egyének jellemzően az eredeti szexuális preferenciáikhoz térnek vissza még abban az esetben is, ha a homoszexuális kapcsolatokat hosszú éveken át folytattak. Mivel a bevésődött szexuális orientáció fiatalkorban oly mértékben rögzül, hogy később még a hosszú ideig tartó homoszexuális tapasztalat sem képes megváltoztatni az egyén heteroszexuális orientációját.
3. Megszemélyesített homoszexualitás: Olyan egyének, akik a homoszexualitás tevékenységét preferálják, de elszigetelten élnek olyan csoportoktól, amelyek könnyedén elfogadják az azonos neműek közötti szexuális kapcsolatot.
4. Mint életforma: Életük meghatározó részévé tették a hasonló szexuális szokásokkal rendelkező egyénekkel való kapcsolatok fenntartását. Ezek az egyének általában „meleg” szubkultúrához kapcsolódnak.

## Megítélésének története
A homoszexualitás az emberiséggel egyidős, már számos ókori művészi alkotás is ábrázolta. Az egyes társadalmak viszonyulása különféle korokban eltérő. A skála a teljes elfogadástól a közömbösségen át a teljes elutasításig, sőt üldözésig terjedt.
Egy etnográfiai atlasz, az ún. Murdoch-atlasz négyezer egykori és mai társadalom legfontosabb jellemzőit mutatja be tömören. A homoszexualitás a társadalmak 60%-ában elfogadott, a kultúrába valamilyen módon beépült. A társadalmak 30%-a toleráns, tehát nincs beépülve a kultúrába, de nem csinálnak belőle gondot. Végül 10%-ot tesznek ki azok a társadalmak, amelyek tiltják a homoszexualitást, és különféle rendszabályokat hoznak ellene. Az utóbbi csoportba tartozik a zsidó-keresztény kultúra is.

### Ókor

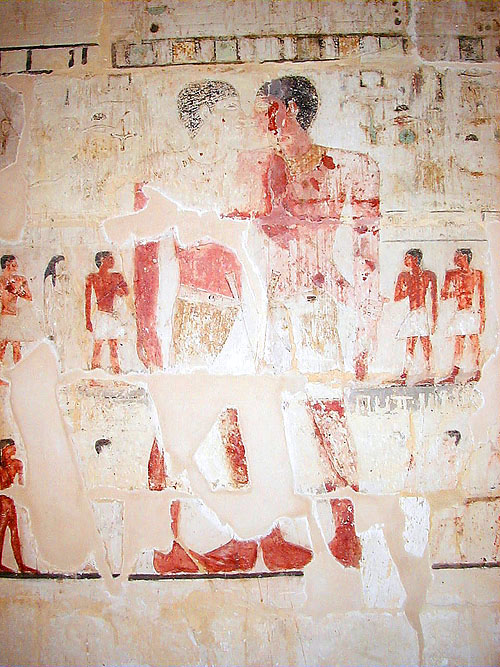
Ábrázolás Nianhhnum és Hnumhotep ókori egyiptomi férfiak közös sírjából. Ölelkezve látjuk őket, orruk pedig összeér, ami a csók jelképe. Valószínűleg ők a történelem első ismert homoszexuális párja; az i. e. 25. században éltek

Az ókori görögöknél a homoszexualitás neve pederasztia volt, amikor felnőtt férfiak kamasz fiúkat választottak ki nevelésre, amelybe a szexuális kapcsolat is beletartozott. A pederasztia kifejezést a modern időkben is gyakran használták, de mára kikopott, mivel asszociál a pedofíliára, amelynél a vonzalom tárgya kiskorú. Az ókori rómaiaknál ennek megfelelője az efebofília (latinul: ephebophilia) volt. – Az ókori Görögországban az ilyen homoszexuális kapcsolatok a szabad emberek körében igen elterjedtek, szinte általánosak voltak. Előfordult, hogy a spártai katonák párban harcoltak, és kapcsolatuk hozzájárult a hatékonyabb hadviseléshez.
A rómaiak kezdetben kevésbé voltak toleránsak a homoszexuálisokkal, mint a görögök, de ez az elutasítás később jócskán megenyhült. Hadrianus császár (Kr. u. 76-138) már nyíltan élt együtt szerelmével, a görög Antinousszal, akinek halála után várost alapított emlékére, az egyiptomi Antinopoliszt.

### A IV., V. századi vallási kultúra hatása
A kereszténység, az iszlámhoz hasonlóan, átvette a zsidó Ószövetség homoszexuálisokat elítélő felfogását (pl: „Férfival ne hálj úgy, ahogyan asszonnyal hálnak. Utálatosság az.” 3Móz. 18.22.), emiatt a középkortól napjainkig e három vallás felemás módon – inkább elítélően – viszonyul a homoszexualitáshoz. A katolikus egyház a IV és az V. századi zsinatain ítélte el a homoszexualitást.

### Középkor
A középkor (különösen a középkor utolsó szakasza) volt az az időszak melyben a homoszexualitás megítélése és bűntetése (a korábbi korokhoz viszonyítva) különösen szigorúvá vált. A homoszexuális kapcsolatot létesítő egyéneket akár meg is kövezték, máglyán égették meg, vagy egyéb kivégzési módokat alkalmaztak. A legújabb kortól kezdve a nyugati, szekularizálódó, de még mindig keresztény dominanciájú civilizációban az ilyen radikális hozzáállás eltűnőben van, de a muszlim országokban (például Iránban) ma is jelen van. Természetesen ezen egyházak nem a homoszexualitásra való hajlamot, csak ennek tettleges megnyilvánulási formáit tartják bűnnek.

### 1900-as évek eleje
Az 1900-as évek elején enyhülés következett be a homoszexualitás megitélésében a fejlett nyugati társadalmakban ezt valamint a homoszexuális viselkedés mindinkább felszínre kerülését a kutatók a városiasodás, és a polgáriasodás jelenségével hozzák összefüggésbe.

### 1930-as, 40-es évek
Az 1900-as évek elején bekövetkező enyhülés a fasizmus megjelenésig tartott, a fasizmus, majd később a hidegháborús korszak újra szigorúvá tette a homoszexualitás megítélését. A második világháború idején a nácik a zsidók, a cigányok, a kommunisták, és Jehova tanúi mellett a nyíltan homoszexuálisokat is deportálták, és végeztek ki, (a zsidók sárga csillagához hasonlóan a homoszexuálisok megkülönböztető jelzésként rózsaszínű háromszöget viseltek).
Az elítélés és üldöztetés miatt a homoszexuális lét megélése különböző társadalmi problémákhoz és személyes bajokhoz vezetett. Például, felhasználták személyes és politikai támadásokra, lejáratásra, gyakran fonódott össze a bűnözéssel, vagy alakultak ki az ilyen beállítottságú személyeknél különböző lelki zavarok (diszharmonikus személyiségfejlődés, frusztráció, depresszió, neurózis, szexuális aberráció, paranoia stb.).

### 1950-es, '60-as évek
A fasizmus és a kommunista diktatúrák során kialakult szigorú társadalmi megítélés változásában az '50-es évek jelentett fordulópontot. Melynek okai a következők voltak:
- A polgári liberalizációs törekvések.
- A szexualitás körüli tabuk oldódása (melynek kapcsán a szexalitással kapcsolatos témáival szabadabban lehetett foglalkozni, mint korábban).
- Kinsey kutatásai amelyek azt igazolták, hogy tiszta heteroszexualitás nem létezik, a hajlam tekintetében mindenki biszexuális és elvileg képes bármely nemű személlyel szexuális kapcsolatot létesíteni, csak valamely nem felé eltolódik az irányultság dominanciája, és a homoszexualitás és a heteroszexualitás közötti határvonal nem olyan éles, ugyanis a heteroszexuálisok közül is sokan szoktak időnként homoszexuális vonzalmat érezni vagy ilyen gondolatokkal foglalkozni. Illetve sokuk ki is próbálja azt, például kényszerítő körülmények között amikor nincs lehetőség heteroszexuális kapcsolat létesítésére. Kinsey és munkatársainak kutatása szerint a férfiak 37%-a jut el élete során orgazmusra homoszexuális inger (például homoszexuális fantázia) hatására anélkül, hogy különösebb nyomot hagyna benne ez az élmény.[41][49]
- A törvények megváltoztatása. Az 1950-es évektől kezdődően a büntető törvénykönyvekben a homoszexualitásra vonatkozó részeket számos országban megváltoztatták. Kinsey kutatásainak nagy szerepe volt ebben, ugyanis kutatásainak eredményei alapján (mely nagy nyilvánosságot kapott) sokan úgy gondolták, hogy a törvény betűjének szellemében csaknem minden embert meg lehetne illetve meg kellene büntetni valamilyen szexuális szabálysértés miatt és „a lakosság nagy hányada szenvedne jogi következményeket homoszexuális cselekmény miatt”.[41]

A második világháború, de főleg az 1968-as diáklázadások után a homoszexuálisok is megindították saját felszabadító, jogvédő harcukat.

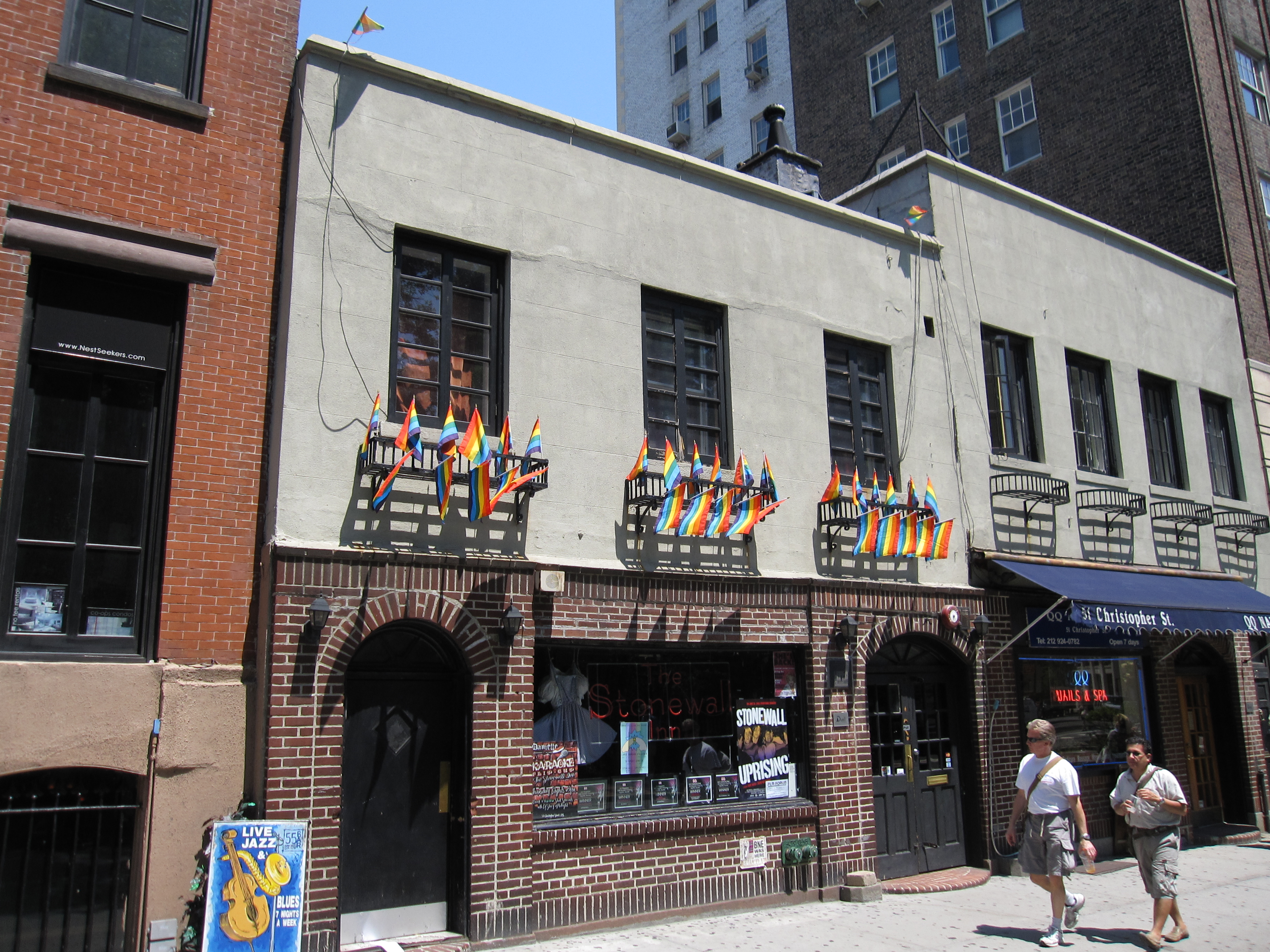
A Stonewall Inn melegbár New Yorkban

A homoszexuálisok diszkriminációellenes harcának mérföldköve 1969. június 27., amikor a New York Greenwich Village városrészében (Christopher Street 57.) található Stonewall Inn nevű szórakozóhelynél a homoszexuálisok szembeszálltak az őket zaklató rendőrökkel („Tactical Patrol Force”), és napokig tartó zavargások következtek, amelynek során autókat gyújtottak fel, kirakatokat törtek be, és sokan sebesültek meg mindkét részről.

### Melegek a mai társadalomban
A homoszexuálisok manapság a melegmozgalmakhoz tartozó szervezetek segítségével küzdenek a homoszexualitás társadalmi elfogadtatásáért és a melegeket által elszenvedett egyenlőtlenségek megváltoztatásáért.

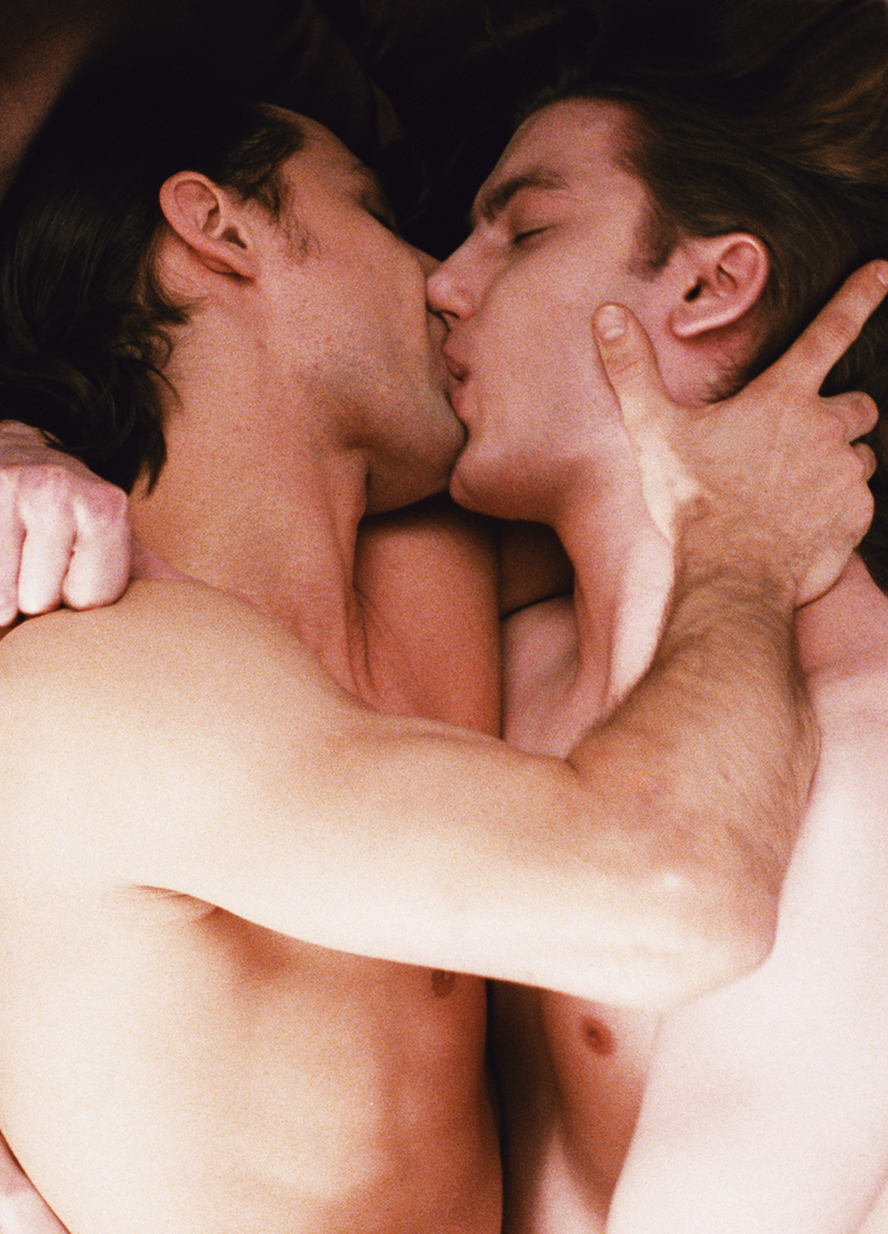
Két férfi csókolózik

#### Melegjogi mozgalmak tevékenysége
Ma már a homoszexuálisok több világvárosban rendeznek éves rendszerességgel ún. büszkeségnapi felvonulásokat. 
A melegfelvonulások közül a legnagyobb a brazíliai Sao Pauló-i (2008-ban például 3,5–5 millió résztvevővel), a leghíresebb pedig a Mardi Gras (New Orleans), ahol a melegek szivárványzászlók, színes léggömbök és transzparensek alatt tartanak karneválszerű utcai ünnepségeket.

## Orientációváltoztatás
A szexuális orientáció megváltoztatására számos kísérlet történt a múltban. Ezek egy része a pszichológiához vagy a valláshoz köthető módszerekből áll.
- Pszichoterápia: A pszichológia területén a módszerek tekintetében leginkább a pszichoanalitikus terápia [51] és a támogató illetve kognitív-viselkedésterápia voltak azok a módszerek, amelyek alkalmazására több-kevesebb sikerrel történtek kísérletek a múltban. Ezek közül a pszichoanalitikus terápia a homoszexualitás kora-gyermekkori gyökereinek, feltételezett pszichológiai okainak feltárása által várt eredményt, a támogató vagy kognitív-viselkedésterápia pedig lényegében az ellenkező neműekkel történő kapcsolat létesítésének megtanulásában történő támogatásból áll. E módszerek eredményeinek értékelését alapvetően nehezíti, hogy az eredmények beszámolói minden esetben a páciens és a terapeuta szubjektív értékelésén alapulnak és a tényleges változás megítélésére, leellenőrzésére nem léteznek objektív módszerek.
- Vallásokhoz köthető csoportok: A vallási csoportokhoz köthetők az úgynevezett Ex-meleg (ex-gay) mozgalmak tevékenysége, amelyek esetében az szexuális orientáció megváltoztatásának koncepciója és módszere főként vallási hitelveken és meggyőződéseken alapul. Ezek egy részére jellemző, hogy bizonyos egyházközösséghez tartozó hasonló problémákkal küzdő hívők csoportjából állnak, akik egy vagy több vezető lelkész irányítása alatt "dolgoznak azon", hogy a szexuális orientációjuk megváltozzon. Jellemzően számos vallási felekezet rendelkezik ilyen jellegű specializált csoporttal. Például a Katolikus Egyházhoz köthető Courage International for Catholics nevű nemzetközi szervezet vagy a zsidó valláshoz köthető JONAH (Jews Offering New Alternatives for Healing) névem működő, de léteznek a Mormon valláshoz vagy a presbiteriánus, illetve protestáns irányzatokhoz köthető csoportok is. Más esetben előfordul, hogy ehhez hasonló szervezetek vallási indíttatással indulnak ugyan, de a csoporthoz való csatlakozásnak, vagy a hozzá köthető tevékenységben való részvételnek nem feltétele egy bizonyos vallási irányzathoz vagy egyházi felekezethez való tartozás. Ilyen például az Exodus Global Alliance nevű nemzetközi szervezet.

A szakirodalom e tekintetben meglehetősen ellentmondásos és a kérdés sokszor heves viták tárgyát képezi. Még azokban az esetekben is amikor a homoszexuális egyének egy terápiás folyamat eredményeként heteroszexuális házasságot kötnek és a feleségükkel házaséletet is élnek e mellett a bevésődött vágyak szintjén ezek a férfiak továbbra is elsősorban a férfiakhoz vonzódnak. Ebből a szempontból azért nem számít az sem, hogy milyen korai életkorban kezdik kezelni a homoszexuális egyént, mert a szexuális vágyak feltételezett bevésődésének folyamata embereknél (tizenéves korban) olyan gyorsan megy végbe, hogy mire a terapeutát felkeresi az egyén (vagy gyerekként a szülei) akkor a folyamat jellemzően már túlságosan előrehaladott fázisba érkezett. A pszichoanalízisből vagy egyéni terápiából szerezhető ismeretek ugyan hozzásegíthetik a pácienst ahhoz, hogy jobban megértse önmagát és egy lehetséges magyarázatot kaphat arra, hogy a bevésődés pillanatában milyen pszichodinamikai tényezők játszhattak szerepet abban, hogy a szexualitása ilyen irányt vett, de az úgynevezett bevésődést magát utólag ez nem képes megváltoztatni. Az ilyen terápiás próbálkozások eredményességét számos kutatás vizsgálta a múltban például egy 800 homoszexuális személy, szexuális orientáció megváltozására irányuló programban való részvétele alapján, a résztvevők 34%-a váltott kizárólag vagy csaknem kizárólag heteroszexuális magatartásra. A csoportból ugyanakkor 7% jelezte, hogy a program negatív következményekkel is járt számukra. Ugyanakkor a program sikere jellemzően nem garantálható. Szakértők szerint az csak abban az esetben lehet sikeres, ha a páciens kellő mértékben motivált. A sikertelen programot a résztvevők jellemzően egy fájdalmas negatív tapasztalatként élik meg. Az ilyen orientációváltoztató terápiák gyakori kritikája, még siker esetén is az, hogy túlzott mértékben viselkedés centrikusak; azaz az ilyen programokban siker esetén a résztvevők viselkedése és az élethelyzete megváltozik ugyan de a homoszexuális vágyak – habár lecsökkenhetnek de – nem szűnnek meg teljesen, így kérdéses, hogy a viselkedés megváltozása mellett egy ilyen változás mennyire tekinthető az egyén esetében valódi változásnak illetve a kliens homoszexualitása megszűnésének. Ezzel, és a sikertelen terápiás próbálkozássokkal van összefüggésben az, hogy bizonyos tanulmányokban az ilyen kezeléseket hatástalannak valamint kártékonynak találták, így az ilyen tanulmányok szerzői a homoszexuális viselkedés megváltoztatása helyett sokkal inkább a homoszexualitás társadalmi elfogadásában látják a probléma megoldását. A szexuális irányultság és a nemi identitás minden emberben összetett folyamatok révén, magától, természetes módon alakul ki. Kívülről nem befolyásolható és nem változtatható meg. Nem döntés vagy választás kérdése.

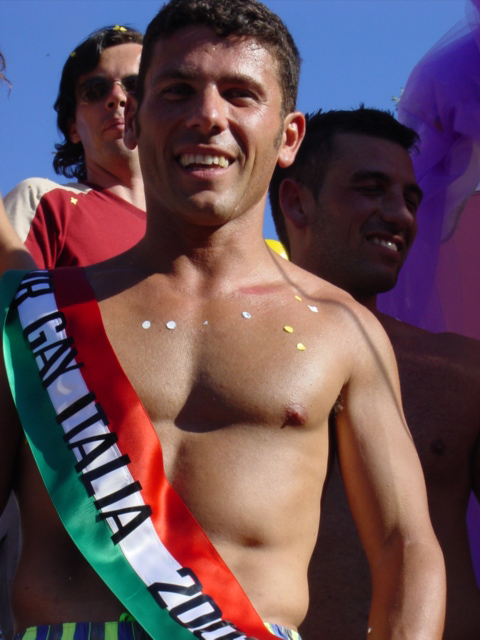
A 2003-as Mister Gay Italia (az olaszországi meleg-szépségverseny) győztese

### Exodus mozgalom
Az ex-gay vagy exodus mozgalom nemzetközi mozgalom, amely olyan csoportokból áll, amelyek célja a homoszexuális vagy biszexuális szexuális irányultság heteroszexuálissá változtatása, valamint hogy önsegítő csoportok révén támogatást nyújtsanak olyan, elsősorban vallásos (leginkább keresztény, ritkábban zsidó, muszlim) embereknek, akik számára a homoszexuális életforma elfogadhatatlan, ezért önmegtartóztató életformát választanak, vagy heteroszexuális életre szeretnének áttérni.
Az Exodus mozgalom alapító tagjai és vezetői (Michael Busse, Darlene Bogle és Jeremy Marks) 2007-ben formálisan bocsánatot kért a szervezet által kezelt összes LMBT embertől. Elmondásuk szerint tévedtek, amikor 30 évvel ezelőtt azt hitték, hogy a homoszexualitás bűn és megalapították mozgalmukat. Kezeléseikkel csak ártottak, depresszióba és öngyilkosságba hajszoltak embereket, családokat tettek tönkre. Ugyanakkor a 30 év alatt egyetlen olyan emberrel sem találkoztak, akit sikerült volna „átnevelni” heteroszexuálissá. Darlene Bogle úgy fogalmazott: „nem a szexuális orientációt kell gyógyítani és megváltoztatni, hanem a társadalomban és vallásban elterjedt gyűlölködést, ami sérti a homoszexuális embereket és családjaikat.”

## Előfordulásának gyakorisága
A homoszexualitás előfordulására irányuló felmérések igazságtartalmát jellemzően befolyásolja egyrészt a válaszadók őszintesége; a vizsgálatokban résztvevők ugyanis nem minden esetben mernek őszintén válaszolni a szexualitással kapcsolatban feltett kérdésekre, másrészt bizonyos kutatásokban gyakran eltérő, hogy a kutatást végzők mit tekintenek ténylegesen homoszexualitásnak, így az eltérő fogalmi, módszertani megközelítések gyakran eltérő eredményekhez vezetnek.
A lehetséges felmérési megközelítésektől függően rendszerint az alábbiakat szokták felmérni:
- Kizárólagosan az identitás meglétét: Ebben az esetben önmagában azt mérik, hogy a megkérdezettek milyen arányban vallják magukat homoszexuálisnak. Függetlenül attól, hogy a válaszadónak van homoszexuális tapasztalata, partnerkapcsolata vagy sem.
- A homoszexuális vonzalom meglétét: Függetlenül attól, hogy a válaszadónak van homoszexuális kapcsolata, tapasztalata vagy sem.
- A homoszexuális kapcsolat meglétét: Aktuálisan van az egyénnek homoszexuális kapcsolata vagy sem.
- A homoszexuális tapasztalat megléte: Volt az egyénnek élete során homoszexuális tapasztalata vagy sem.

További problémát jelent, hogy hová sorolják azokat a biszexuálisokat akik – habár mindkét nemhez vonzódnak – mégis a homoszexualitást részesítik előnyben. Ők ugyanis a vonzalom szintjén biszexuálisok de életvitelüket tekintve inkább homoszexuálisnak minősülnek. 
A kutatások azt mutatják, hogyha a felmérés során a kutatók csak az identitást mérik kevesebben válaszolnak igennel és minél több egyéb szempontot vesznek figyelembe a felmérés tervezésekor illetve a kérdések meghatározása során, annál nagyobb arányban minősülnek homoszexuálisnak a megkérdezettek. Mindez arra utal, hogy a modern társadalmak lakosságának körében sokkal nagyobb a homoszexualitással érintett személyek aránya, mint csupán azoké, akik homoszexuálisnak tartják magukat. A kérdések körének szélesítése akár kétharmaddal is növelheti a (valamilyen szempontból) homoszexuálisnak minősülők arányát a megkérdezettek esetében.
A minden idők kétségtelenül egyik leghíresebb kutatása e témakörben Alfred Kinsey, – az 1940-es években folytatott – felmérése, amely során 4000 amerikai férfit kérdezett meg a témában. Eredményei alapján az amerikai férfiak 37%-a számolt be arról, hogy élete során legalább egy alkalommal átélt orgazmust azonos nemű partnerrel. Kinsey 7 különböző kategóriát különített el, ezek között volt a túlnyomórészt homoszexuális érdeklődésű, de a biszexuálison belül is megkülönböztette az inkább nőket vagy inkább férfiakat előnyben részesítőket stb. Kinsey kutatása ugyan nagy létszámú volt de nem úgy volt megtervezve, hogy a teljes felnőtt férfi lakosságot reprezentálja. Például a felmérésből kihagyták az afroamerikai állampolgárokat, így abban csak fehér férfiak vehettek részt.
A kevés igazán nagy létszámú reprezentatív kutatás egyike Shere Hite és munkatársainak 1978-ban készült felmérése, amely során 7239 fő 13 és 97-év közötti férfit kérdeztek meg a szexualitásukról. A válaszok kiértékelése alapján a válaszadók 85 százaléka volt heteroszexuálisnak tekinthető. A válaszadók 9 százaléka minősült egyértelműen homoszexuálisnak. Biszexualitásra hajlamos egyénnek 6 százalék minősült, akik közül a biszexuális életmódot folytatók aránya 2 százalékot tett ki. A fenti eredmények összegzését követően azt kapták, hogy a kizárólag vagy túlnyomórészt homoszexuálisok aránya a vizsgálatban résztvevők között (de reprezentatív kutatás révén a felnőtt lakosság körében is minden bizonnyal) 11 százalék körül mozog.
Egy 1992-ben végzett, szintén nagy létszámú kutatásban, melyben 3,432-en válaszoltak, az Amerikai Egyesült Államokban a Nemzeti egészségügyi és szociális életfelmérés kérdőívével (National Health and Social Life Survey -NHSLS) a kutatók a helyett, hogy a homoszexualitást definíciószerűen, vagy kategóriákra bontva mérte volna fel, e helyett a felmérésében az önmeghatározásra, a megkérdezettek identitására, vágyaira illetve azok kiélésének megvalósulására is rákérdezett. A kutatók kérdéseikben a homoszexualitás tekintetében rákérdeztek az azonos neműek felé irányuló vágyakra azoknál is, akik nem élnek homoszexuálisként valamint mérték azt is, hogy a megkérdezettek milyen arányban érzik magukat homoszexuálisnak.
A válaszok kiértékelését követően azt találták, hogy a nők 8,6 százaléka számolt be arról, hogy valamilyen szempontból érinti őket a homoszexualitás. (Ha máshogy nem, legalább a vágy szintjén.) E 8,6%-on belül a nők 88%-a számolt be szexuális vágyról azonos neműek felé, de csak 41%-uk számolt be arról, hogy azonos neműekkel való szexuális aktusban is részt vett és mindössze csak 16%-uk rendelkezett leszbikus identitással. A férfiak esetében 10,1 százalékuk számolt be arról, hogy valamilyen szempontból érinti őket a homoszexualitás. Közöttük (e 10%-on belül) a válaszolók 75%-a számolt be azonos neműek felé irányuló szexuális vágyról és 52%-uk számolt be arról, hogy ezt a vágyukat szexuális aktusban is kiélik és csak 27%-uk számolt be arról, hogy mindezek mellett homoszexuális identitással is rendelkezik.
Mivel az LMBT+ szexuális kisebbségekhez tartozó alcsoportok között (sajátosságaik tekintetében) számos "átfedés" található, például számos olyan személy van köztük akik ugyan éreznek homoszexuális vonzalmat de nem homoszexuálisként definiálják magukat, például a biszexuálisok, így bizonyos módszertani érvek a mellett szólnak, hogy a homo és biszexuálisokkal illetve az egyéb hasonló szexuális kisebbségek közé sorolhatókkal kapcsolatos felméréseket mind egy összevont LMBT+ kategóriával dolgozva érdemes végezni. Ez a megközelítés (kellően nagy létszámú adatfelvétel esetén) információval szolgálhat az LMBT+ csoporton belül található alcsoportok részarányának tekintetében is.
Egy e szemlélet fényében több mint 15.000 fő megkérdezésével 2012 és 2020 között (az Amerikai Egyesült Államokban) készült felmérés során a Gallup, Inc. egy amerikai elemző és tanácsadó társaság kutatói azt is mérték, hogy az LMBT-kategórián belül a válaszolók milyen arányban sorolják magukat az LMBT-csoporton belül valamelyik alkategóriába. Eredményeik alapján a megkérdezett LMBT kategóriába sorolható válaszolók több mint fele (54.6%-a) tartja magát biszexuálisnak, a 24.5% válaszolta azt, hogy melegnek tartja magát, 11.7% leszbikusnak és 11.3% pedig transzneműnek. A maradék 3.3% pedig valamilyen egyéb kategóriába sorolta magát. A kutatók beszámoltak arról is, hogy az elmúlt évtizedben (2021 és 2020 között összesen 2,1%-kal) nőtt az USA-ban azok száma akik felvállalják homoszexualitásukat. Ezt a növekedést a kutatók a melegek felé megnyilvánuló elfogadóbb környezet és a melegek jogi helyzetének javulásával magyarázzák.
Egy másik szintén nagy létszámú 2765-fős (1368 férfira és 1397 nőre kiterjedő) dokumentált, reprezentatív felmérés 1985 és 1992 között készült szintén az USA-ban és The Janus Report on Sexual Behaviour címen jelent meg 1993-ban. E felmérésben a homoszexuális tapasztalat meglétére (és annak számosságára) kérdeztek rá. Az eredmények alapján a válaszadó férfiak 22 százaléka, a válaszadó nők pedig 17 százaléka jelentette ki, hogy élete során volt homoszexuális tapasztalata.
A nagyobb felmérések szakirodalmi adatainak áttekintése, elemzése kapcsán Tóth László az ELTE szociológiai intézetének kiadványában megjelent véleménye szerint "Mindezeknek az adatoknak ismeretében reálisnak tűnik egy olyan becslés, hogy a felnőttkorú férfi népesség körében az európai típusú társadalmakban 5-15 százalék között van azoknak a férfiaknak az aránya, akik nem csupán véletlenül, egyedi alkalommal kerültek azonos nemű partnerrel szexuális kapcsolatba." 

## Előfordulása az állatvilágban
Homoszexuális és biszexuális viselkedést több mint 500 állatfajnál figyeltek meg a főemlősöktől a laposférgekig. Ezek a viselkedésfajták magukba foglalják a szexuális tevékenységet, az udvarlást, a vonzódást, a kötődést és az utódok közös gondozását, felnevelést is. A biológus Bruce Bagemihl kutatásai szerint az állatvilágban sokkal nagyobb a szexuális sokszínűség – beleértve a homoszexualitást, biszexualitást és a nem szaporodási célú közösülést is –, mint amennyire azt a tudomány eddig belátta.
A homoszexualitással foglalkozó szakirodalom átfogóbb művei általában említést tesznek egy (a szarvasmarha tenyésztés során megfigyelhető) jelenségről. Mégpedig arról, hogy bizonyos bikák nem hajlandók nőstényekkel szexuálisan érintkezni, viszont ha fiatalabb bikákat vezetnek számukra elő, akkor azok látványára a tenyészbika izgalomba jön. Viszont ha ezt sokszor megismétlik, gyakran előfordul, hogy ez a módszer egy ponton túl már nem működik, mert a bika egy idő után a nőstény álltokra már egyáltalán nem reagál, a mellett, hogy kizárólag a fiatal hím állatok látványa képes izgalomba hozni, ezt az izgalmat többé nem hajlandó a tehénen levezetni.

## Coming out
A „Coming Out” – angolul: előbújás, esetleg előlépés – az a tett, mikor valaki felvállalja a környezetében élők előtt másságát. Ennek fő oka az őszinteség az illető családtagjaival, egyéb közeli barátaival, ismerőseivel szemben, amivel megszüntethető a lelkileg kimerítő titkolózás, hazudozás, esetleges képmutatás. Erre leginkább akkor kerül sor, amikor az illető már párkapcsolatban él valakivel a saját neméből, ami egy párkapcsolat jellege miatt nehezen, vagy egyáltalán nem titkolható. Így a homoszexualitás felvállalásával, elismerésével jó eséllyel legitimizálható a kapcsolat ezen emberek előtt.
Mivel a „láthatatlan” homoszexuálisok aránya sokszorosan meghaladja a felismerhetőkét, a sztereotípiáknak ellentmondó melegek önfelvállalása (coming outja) jelentősen befolyásolhatja a társadalmi megítélést, és hozzájárulhat a sztereotípiák megszűnéséhez. Ennek érdekében vállalkozott számos közéleti személyiség erre a lépésre, akik élet más területein már ismertséget szereztek. A politikusok közül a legismertebb Berlin polgármestere, Klaus Wowereit és Párizs polgármestere, Bertrand Delanoë.
A társadalmi fejlődésnek és az elfogadásért folytatott szívós küzdelemnek köszönhetően a homoszexualitás ma már jóval kevésbé számít tabunak, az ilyen emberek társadalmi elfogadása (tolerancia) egyre nő, és olykor saját szervezeteket is létrehoznak (például meleg rendőrök).
A coming outtal némely homoszexuális nem ért egyet, ők a szexuális beállítódást szigorúan magánügynek tekintik, ezért nem helyeslik a nyilvános feltárulkozást. A homoszexualitás megélése ugyanolyan sokféle lehet, mint a heteroszexualitásé, a teljes önmegtartóztatástól (gyakran szublimáció útján) a monogám párkapcsolaton és az alkalmi kapcsolatokon át egészen a hedonizmusig.

## Politikához való viszonya
Az előítélet, mely szerint "minden homoszexuális liberális" a kutatások eredményei alapján nem állja meg a helyét, habár nemzetközi szinten kevés kutatás történt ezen a területen így kevés adat áll rendelkezésre a témában és ugyan elképzelhető, hogy a homoszexuálisok az átlagnál valamivel nagyobb arányban támogatják a liberális politikai pártokat (mint a heteroszexuálisok) mindazonáltal jócskán akadnak köztük konzervatívok is így a feltételezés, hogy a homoszexuálisok mind liberálisok, sokkal inkább csak egy sztereotípia, mint egy valós igazságtartalommal rendelkező, valamely társadalom-tudományág, vagy statisztikai felmérés által igazolt, megerősített megállapítás.

## Homofóbia
A homoszexualitás és a homoszexuális egyénekkel való kapcsolattartás egyes heteroszexuálisok számára problémát okoz. (Az idegenkedésnek, viszolygásnak ezt az érzését, illetve ezt mint cselekvési motívumot homofóbiának nevezik.) A probléma sokszor csak akkor jelenik meg, ha tudomást szereznek valakinek a meleg/leszbikus mivoltáról, miközben ugyanazzal a kollégájukkal továbbra is ugyanúgy kijönnek – talán barátaik közé is fogadják –, ha nem fedi fel homoszexualitását. A melegektől idegenkedő heteroszexuálisok számára tehát rendszerint nem maga a homoszexuális ember jelenléte okoz problémát (hiszen a melegeket többnyire nem lehet felismerni), hanem a tudat, hogy az illető homoszexuális, és az ehhez fűződő saját asszociációk.[forrás?]
Semmilyen veleszületett tényező (félelem/betegség) nem ismeretes, ami valakit a melegektől való irtózásra indítana – legfőképpen azért, mert a melegek mint olyanok nem ismerhetők fel. Az esetleges ellenérzések tehát kizárólag tanulás, szocializáció útján alakulnak ki, a környezetben tapasztalt minták alapján.[forrás?]
Előfordul, hogy egy embert a közösségében (családjában, munkahelyén) elfogadnak, de ha homoszexualitása kitudódik, az elfogadást ellenségesség váltja fel. A személy mint személy értékelését ilyenkor felülbírálhatják a homoszexualitáshoz társított asszociációk, amelyek nemritkán sztereotípiákon, előítéleteken alapulnak.[forrás?]

## Homoszexualitás és egészség
A homoszexuálisok körében (a felmérésekből és kutatásokból származó adatok fényében) a szexuális úton terjedő betegségekkel történő megfertőződés kockázata és a mentális betegségek kialakulásának kockázata egyaránt magasabb mint heteroszexuális társaik esetében.

### Homoszexualitás és szomatikus egészség
Igaz ugyan, hogy az AIDS ma már elsősorban nem a homoszexuálisok betegsége, olyan értelemben, hogy az összes AIDS-beteg közt ma már a heteroszexuálisok vannak többségben, de az Amerikai Kormányzati Betegségmegelőzési Központ (USA Center For Disease Control and Prevention) 2009-ben publikált adatai szerint a HIV vírussal történő megfertőződés illetve a AIDS-betegség kialakulásának kockázata mégis ötvenszer magasabb a homoszexuálisok, mint a heteroszexuálisok körében. Más források szerint nemcsak az AIDS de a hepatitis A, B, syphilis, gonorrhea, chlamydiafertőzés vonatkozásában is emelkedettebb kockázat áll fenn. A leszbikusok esetében a statisztikák szerint a mellrák és több más nőgyógyászati daganat előfordulása gyakoribb, mint a heteroszexuálisok esetében.

### Homoszexualitás és mentális egészség
Egy 2011-es amerikai felmérés alapján az LMBT+ kategóriába sorolható egyének közt (a felnőtt heteroszexuálisok adataihoz viszonyítva) nagyobb arányban fordul elő hangulat illetve szorongásos zavar és magasabb a kockázata az öngyilkossági kísérletek előfordulásának is.
A kutatások fiatalok esetében is hasonló eredményekre jutottak; 2019-ben amerikai adatok összesítése alapján az LMBT fiatalok közötti öngyilkossági kísérletek előfordulásának aránya 17%-kal volt magasabb mint heteroszexuális társaik körében. (Az LMBT- kategóriába soroltak közt 23 százalék kísérelt meg öngyilkosságot, míg ez az arány a heteroszexuális fiatalok körében 6%-ot tett ki.)
Az ilyen és hasonló vizsgálatok gyengesége, hogy egyéb okok és tényezők hatását nem mutatják illetve nem szűrik ki. Ezzel szemben léteznek olyan felmérések, amelyekben a vizsgált tényező szempontjából lényeges egyéb tényezők hatását vagy attól való függetlenségét is vizsgálják. Ilyen vizsgálat volt például egy 2020-ban publikált kutatás is, amely során Gambadauro, Carli és munkatársaik hat európai országban található 27 véletlenszerűen választott iskolában végeztek felmérést, kérdőíves adatfelvétellel. E módszerrel a szexuális orientáció és az öngyilkossági gondolatok, illetve öngyilkossági kísérletek kapcsolatát vizsgálták a kutatók.
A felmérés kérdőíveit összesen 2046 tinédzser töltötte ki. Annak érdekében, hogy egyéb tényezők hatását kiszűrjék vagy ki tudják mutatni, a számításba több változót bevontak; többek között az alkohol- és illegális drogfogyasztást, az esetleges zaklatást, a családi interakciók hatását, az iskolával kapcsolatos stresszt és az anyagi helyzetet is. Az adatokat matematikai-statisztikai módszerekkel elemezték. Nevezetesen az adatsoron a Poisson féle regressziós analízist futtatták le.
A rétegzett elemzéssel a kutatók jelentős összefüggést mutattak ki a szexuális kisebbséghez való tartozás és a tartósan fennálló, súlyos öngyilkossági gondolatok között mindkét nem esetében, különösen a fiú tanulók között. (Lányok esetében: az aRR 1,51, 95%-os megbízhatósági szinten: 1,01–2,24; fiúk esetében az aRR 3,84, 95%-os megbízhatósági szinten: 1,94–7,59). A számítások erős, egyéb tényezőktől független kapcsolatot mutattak ki a szexuális orientáció (nevezetesen a szexuális kisebbséghez tartozás) és az öngyilkosság között. 
Elemzésükben megállapították, hogy az európai szexuális kisebbségek csoportjába tartozó fiatalok az öngyilkosság szempontjából magas kockázatú csoportba tartoznak, függetlenül az olyan (a vizsgálatban mért egyéb) objektív tényezőktől, mint az anyagi helyzet vagy a kábítószer-használat.
Egy 1996 és 1998 között készült felmérés során kutatók amerikai nagyvárosokban végzett adatfelvételből származó nagy mennyiségű adatot elemeztek matematikai statisztikai módszerekkel. A telefonos adatfelvétellel szerzett adatok közül 2881 homo vagy biszexuális személy adatait használták fel az adatelemzéshez. Eredményeik azt mutatják, hogy a homo vagy biszexuális válaszadók 21 százalékának tervei között szerepelt az öngyilkosság, 12%-uk tett is rá kísérletet élete során illetve ez utóbbiak közel fele egynél többször is tett kísérletet az öngyilkosságra élete során. Az adatok elemzésére a Khí négyzet tesztet használták, amely lehetővé teszi különféle változók közötti kapcsolat kimutatását. Vizsgálták a kapcsolatot (a variancia analízis és a logisztikai regresszió módszerének használatával) többek közt az öngyilkossági gondolatok, tervek (független változó) és több (függő illetve magyarázó) változó; nevezetesen a képzettségi szint, a szülői bántalmazás, a faji megkülönböztetés, az életkor és egyéb tényezők között. Eredményeik szerint a homoszexuális és biszexuális irányultság megléte az öngyilkossági gondolatok és cselekedetek emelkedett kockázatával jár együtt. (Illetve járt együtt a vizsgálatban résztvevők esetében.) Továbbá az öngyilkosság esélyét növelő kockázati tényezők között az adatelemzés többek között az egyén homoszexuális vagy biszexuális voltát és egyúttal az ilyen szexuális irányultsággal rendelkezőkkel szembeni ellenséges környezett együttes meglétét nevezték meg, mutatták ki.
Egy 2010-ben publikált felmérés során Plöderl és munkatársai 468 ausztriai meleg vagy biszexuális felnőtt személyt kérdezett meg internetes kérdőív segítségével. Az eredmények szerint a válaszadók 18%-a kísérelt már meg élete során öngyilkosságot akik közel fele számolt be arról, hogy ehhez részben vagy egészben az iskolában átélt olyan nehéz időszak is közrejátszott, ami összefüggésbe hozható volt a válaszadók homoszexualitásával. Ezzel szemben a felmérés során azokat a tényezőket is vizsgálták, amelyek csökkentették az öngyilkosság előfordulását hasonló esetekben; az ilyen védőfaktorok a tanárok (az ellenséges megnyilvánulásokkal szembeni) beavatkozása, fellépése volt. Összegzésükben megállapították, hogy ezek az eredmények fontosak lehetnek az iskolai öngyilkosság-megelőzési programok tervezésekor.

## Diszkrimináció és erőszak
A kutatások azt igazolják, hogy a társadalmakban általánosan jelen lévő (homoszexuálisokkal szemben megnyilvánuló) gyűlölet, előítélet és kiközösítésre való törekvés mértéke összefüggésbe hozható a homoszexuális személyek ellen elkövetett gyűlölet-bűncselekmények arányával. Például az Egyesült Államokban 2011-ben az FBI jelentése szerint a bűnüldöző szervek statisztikái szerint a gyűlölet-bűncselekmények áldozatainak 20,4%-az áldozatok szexuális irányultságával volt összefüggésbe hozható. E bűncselekmények 56,7%-a homoszexuális férfiakkal szembeni előítéletekkel volt kapcsolatos. 11,1%-uk a homoszexuális nőkkel szembeni előítéletekkel volt összefüggésbe hozható.

### A homoszexuálisok zaklatása, üldözése
A homoszexuálisok zaklatása, üldözése lehet szóbeli és fizikai bántalmazás is olyan egyénekkel szemben akikről bántalmazóik azt feltételezik, hogy homoszexuális, de jellemzően ugyanilyen atrocitások érik azokat is aki leszbikus, vagy transznemű. 
Egy 1988-ban az Egyesült Államokban végzett felmérés szerint az USA-ban élő tizenéves diákok átlagosan napi 26-szor, illetve körülbelül 14 percenként kapnak olyan melegellenes szidalmakat, mint például a stigmatizáló „homo”, a pejoratív „buzi” (faggot) vagy a szexista „lányos” (sissy) megjegyzések. Más kutatók összefüggést találtak a fiatal homoszexuálisok zaklatása, kiközösítése és a között, hogy körükben magasabb az öngyilkosság előfordulásának gyakorisága és kockázata.

## Jogi vonatkozásai
Nyugat-Európában és az Egyesült Államok egyes részein lassanként a heteroszexuálisokét megközelítő jogokra sikerül szert tenniük, más országokban (például az iszlám világban) a gyakorlása mind a mai napig bűncselekménynek számít. Mivel a változás nem egyenletes ütemben történik, különféle fizikai és verbális atrocitások a liberálisabb országokban is előfordulnak.
Magyarországon az 1878-ban hatályba lépett Csemegi-kódex 241. §-a egy évig tartó szabadságvesztéssel bűntette a férfiak közötti szexuális kapcsolatokat. Az 1961-es dekriminalizációtól a rendszerváltásig Magyarországon a rendőrség nyilvántartotta a homoszexuális embereket, de nem büntette őket. A stigmatizáció csak a kilencvenes években kezdett oldódni.
A törvények szintjén a homoszexualitással kapcsolatban elsősorban az alábbi kérdések merülnek fel:
- Büntethetőség: Büntetendő-e az azonos neműek közti, beleegyezésen alapuló szexuális kapcsolat?
- Beleegyezési korhatár: Különbözik-e az azonos és különböző neműek közti szexuális kapcsolat esetén az a korhatár, ami alatt a beleegyezés nem érvényes?
- Partnerkapcsolat: Milyen lehetőségek léteznek az azonos nemű párok kapcsolatának törvényi elismerésére?
- Gyermekvállalás: Milyen feltételek mellett nevelhetnek gyermeket az azonos nemű párok?
- Diszkrimináció tilalma: Tiltják-e törvények a szexuális irányultság szerinti hátrányos megkülönböztetést és erőszakot?

## Angol nyelvű megnevezése
- A gay szó, a magyar "meleg" szó angol megfelelője, számos más nyelvben is gyökeret vert (sok esetben a homoszexuális szó változatai mellett vagy helyett),[forrás?] és Magyarországon is megjelent. Ezt használja például a legrégebbi magyarországi meleghonlap is a nevében.[83]
- A homoszexualitás megnevezésére az angolban időnként a queer szót is használják,[84] mely a homoszexualitás nem sértő megnevezése.[85] [* 2] A „Bevezetés a queer-elméletbe” című, a szociológia és a politológia határterületén íródott mű magyar fordításában is megtalálható.[86]

## Fordítás
- Ez a szócikk részben vagy egészben a Homosexuality című angol Wikipédia-szócikk fordításán alapul.  Az eredeti cikk szerkesztőit annak laptörténete sorolja fel. Ez a jelzés csupán a megfogalmazás eredetét és a szerzői jogokat jelzi, nem szolgál a cikkben szereplő információk forrásmegjelöléseként.

## Megjegyzés
1. ↑  A meleg szó a köznyelvben a homoszexualitás politikailag korrekt megfelelője.[19]
2. ↑  Eredeti jelentése különös, furcsa.[85]